# Tomáš Zrník
Tomáš Zrník (13. ledna 1919 Lutonina – 27. září 1943 kanál La Manche) byl československý pilot, který působil u 313. perutě RAF. Také pracoval jako mechanik u 312. perutě. Dne 27. září zmizel beze stopy v průběhu druhé světové války v letecké bitvě nad kanálem La Manche.